# Cama (Band)
Cama sind ein österreichisches Songwriter- und Popduo. Der Bandname setzt sich aus den Anfangsbuchstaben der Mitglieder Carmen und Matthi zusammen.

## Geschichte
Die aus Tirol stammenden Maier und Kadoff begannen 2004 als Songwriter und schrieben unter anderem den Titel Fade Away, mit dem Kadoff solo 2007 bis ins Ö3-Soundcheck-Finale kam. Daraufhin wurden sie von Sony BMG unter Vertrag genommen und nahmen 2008 mit dem Keyboarder und Produzenten David Bronner ihr Debütalbum A Handful of Songs auf, welches am 9. Oktober 2009 erschienen ist. Mit der Debütsingle In This Life schafften sie es auf Anhieb in die österreichischen Charts.
Im Herbst 2010 wurde Cama mit dem Song Times of Our Lives für die Österreichische Vorentscheidung zum Eurovision Song Contest 2011 nominiert.

## Diskografie

### Alben
- 2009: A Handful of Songs
- 2010: Another Handful of Songs

### Singles
- 2008: In This Life
- 2009: Fade Away
- 2009: Walk with You
- 2010: 25 Years
- 2011: Bye Bye Summer
- 2011: Times of Our Lives